# Целопланы
Целопланы (лат. Coeloplana) — род гребневиков из семейства Coeloplanidae отряда платиктенид (Platyctenida). Раньше вместе с ктенопланой и другими ползающими видами рассматривались как переходные формы от ктенофор к турбеллариям. Первый представитель рода был открыт русским эмбриологом Александром Онуфриевичем Ковалевским в 1880 году в Красном море.
Некоторые виды живут на колониях восьмилучевых кораллов, которыми и питаются.

## Классификация
На август 2016 г. род включает 1 подрод и 31 вид вне его:
- Coeloplana agniae Dawydoff, 1930
- Coeloplana anthostella Song & Hwang, 2010
- Coeloplana astericola Mortensen, 1927
- Coeloplana bannwarthii Krumbach, 1933
- Coeloplana bocki Komai, 1920
- Coeloplana duboscqui Dawydoff, 1930
- Coeloplana echinicola Tanaka, 1932
- Coeloplana fishelsoni Alamaru, Brokovich & Loya, 2015
- Coeloplana gonoctena Krempf, 1920
- Coeloplana huchonae Alamaru, Brokovich & Loya, 2015
- Coeloplana indica Devanesen & Varadarajan, 1942
- Coeloplana komaii Utinomi, 1963
- Coeloplana krusadiensis Devanesen & Varadarajan, 1942
- Coeloplana lineolata Fricke, 1970
- Coeloplana loyai Alamaru & Brokovich, 2015
- Coeloplana mellosa Gershwin, Zeidler & Davie, 2010
- Coeloplana mesnili Dawydoff, 1938
- Coeloplana metschnikowii Kowalevsky, 1880 — Целоплана Мечникова
- Coeloplana mitsukurii Abbott, 1902
- Coeloplana perrieri Dawydoff, 1930
- Coeloplana punctata Fricke, 1970
- Coeloplana reichelti Gershwin, Zeidler & Davie, 2010
- Coeloplana scaberiae Matsumoto & Gowlett-Holmes, 1996
- Coeloplana sophiae Dawydoff, 1938
- Coeloplana tattersalli Devanesen & Varadarajan, 1942
- Coeloplana thomsoni Matsumoto, 1999
- Coeloplana waltoni Glynn, Bayer & Renegar, 2014
- Coeloplana weilli Dawydoff, 1938
- Coeloplana willeyi Abbott, 1902
- Coeloplana wuennenbergi Fricke, 1970
- Coeloplana yulianicorum Alamaru, Brokovich & Loya, 2015

- Подрод Coeloplana (Benthoplana) Fricke & Plante, 1971
  - Coeloplana (Benthoplana) meteoris Thiel, 1968